# ナータウィー郡
座標: 北緯6度44分30秒 東経100度41分30秒 / 北緯6.74167度 東経100.69167度
ナータウィー郡(ナータウィーぐん、タイ語: นาทวี)はタイ南部ソンクラー県の郡の一つ。

## 歴史
ナータウィーは1914年チャナ郡から分郡として分離した。1957年郡に昇格。

## 地理
ナータウィー郡は西から時計回りにソンクラー県 サダオ郡、チャナ郡、テーパー郡、サバーヨーイ郡に接する。南はマレーシアケダ州に面する。

## 行政区分
ナータウィー郡は10のタムボンに分かれ、さらにその下位に92の村（ムーバーン）がある。郡内には1つのテーサバーンがあり、テーサバーンタムボン・ナータウィーはタムボン・ナータウィーの一部を管理している。その他のタムボンはタムボン行政体により行政が行われている。
| No. | 名                         | タイ語   | 村数 | 人口   |
| --- | -------------------------- | -------- | ---- | ------ |
| 1.  | タムボン・ナータウィー     | นาทวี     | 17   | 14,760 |
| 2.  | タムボン・チャーン         | ฉาง      | 9    | 4,040  |
| 3.  | タムボン・ナーモーシー     | นาหมอศรี  | 8    | 2,705  |
| 4.  | タムボン・クローンサーイ   | คลองทราย | 8    | 5,387  |
| 5.  | タムボン・プラックヌー     | ปลักหนู    | 7    | 4,259  |
| 6.  | タムボン・タープラドゥー   | ท่าประดู่   | 9    | 4,400  |
| 7.  | タムボン・サトーン         | สะท้อน    | 10   | 6,708  |
| 8.  | タムボン・タップチャーン   | ทับช้าง    | 10   | 6,262  |
| 9.  | タムボン・プラコープ       | ประกอบ   | 7    | 5,264  |
| 10. | タムボン・クローンクワーン | คลองกวาง | 7    | 4,890  |

## 注脚
1. ↑  amphoe.com“อำเภอนาทวี  จังหวัดสงขลา”